# Базей
Базе́й (фр. Bazeilles) — муніципалітет у Франції, у регіоні Гранд-Ест, департамент Арденни. Населення — 2502 особи (01.01.2021).
Муніципалітет розташований на відстані близько 220 км на північний схід від Парижа, 95 км на північний схід від Шалон-ан-Шампань, 22 км на південний схід від Шарлевіль-Мезьєра.

## Історія
До 2015 року муніципалітет перебував у складі регіону Шампань-Арденни. Від 1 січня 2016 року належить до нового об'єднаного регіону Гранд-Ест.
1 січня 2017 року до Базей приєднали колишні муніципалітети Рюбекур-е-Ламекур і Віллер-Серне.

## Демографія
Динаміка населення (INSEE ):
Розподіл населення за віком та статтю (2006):
| Стать | Всього | До 15 років | 15-24 | 25-44 | 45-64 | 65-85 | Понад 85 |
| --- | ------ | ----------- | ----- | ----- | ----- | ----- | -------- |
| Чоловіки | 943    | 148         | 219   | 200   | 256   | 108   | 12       |
| Жінки | 1068   | 156         | 252   | 228   | 260   | 156   | 16       |
| \| Статево-вікова піраміда \| Статево-вікова піраміда \| Статево-вікова піраміда \| \| ----------------------- \| ----------------------- \| ----------------------- \| \| Чоловіки \| Вік \| Жінки \| \| 12 \| 85 + \| 16 \| \| 12 \| 80-84 \| 28 \| \| 20 \| 75-79 \| 36 \| \| 36 \| 70-74 \| 44 \| \| 40 \| 65-69 \| 48 \| \| 56 \| 60-64 \| 60 \| \| 60 \| 55-59 \| 44 \| \| 76 \| 50-54 \| 80 \| \| 64 \| 45-49 \| 76 \| \| 56 \| 40-44 \| 68 \| \| 40 \| 35-39 \| 76 \| \| 64 \| 30-34 \| 32 \| \| 40 \| 25-29 \| 52 \| \| 60 \| 20-24 \| 108 \| \| 159 \| 15-20 \| 144 \| \| 68 \| 10-14 \| 68 \| \| 36 \| 5-9 \| 52 \| \| 44 \| 0-4 \| 36 \| |        |             |       |       |       |       |          |
| Статево-вікова піраміда |        |             |       |       |       |       |          |
| Чоловіки | Вік    | Жінки       |       |       |       |       |          |
| 12 | 85 +   | 16          |       |       |       |       |          |
| 12 | 80-84  | 28          |       |       |       |       |          |
| 20 | 75-79  | 36          |       |       |       |       |          |
| 36 | 70-74  | 44          |       |       |       |       |          |
| 40 | 65-69  | 48          |       |       |       |       |          |
| 56 | 60-64  | 60          |       |       |       |       |          |
| 60 | 55-59  | 44          |       |       |       |       |          |
| 76 | 50-54  | 80          |       |       |       |       |          |
| 64 | 45-49  | 76          |       |       |       |       |          |
| 56 | 40-44  | 68          |       |       |       |       |          |
| 40 | 35-39  | 76          |       |       |       |       |          |
| 64 | 30-34  | 32          |       |       |       |       |          |
| 40 | 25-29  | 52          |       |       |       |       |          |
| 60 | 20-24  | 108         |       |       |       |       |          |
| 159 | 15-20  | 144         |       |       |       |       |          |
| 68 | 10-14  | 68          |       |       |       |       |          |
| 36 | 5-9    | 52          |       |       |       |       |          |
| 44 | 0-4    | 36          |       |       |       |       |          |

## Економіка
2010 року серед 1315 осіб працездатного віку (15—64 років) 799 були активними, 516 — неактивними (показник активності 60,8%, у 1999 році було 62,7%). З 799 активних мешканців працювало 699 осіб (372 чоловіки та 327 жінок), безробітними було 100 (53 чоловіки та 47 жінок). Серед 516 неактивних 260 осіб було учнями чи студентами, 130 — пенсіонерами, 126 були неактивними з інших причин.

У 2010 році у муніципалітеті числилось 733 оподатковані домогосподарства, у яких проживали 1807,5 особи, медіана доходів виносила 17 758 євро на одного особоспоживача.